# حایری سویملی
حایری سویملی (انگلیسی: Hayri Sevimli؛ زادهٔ ۲۲ فوریهٔ ۱۹۹۱) بازیکن فوتبال اهل آلمان است.
از باشگاه‌هایی که در آن بازی کرده‌است می‌توان به باشگاه فوتبال اسنابروک و باشگاه فوتبال کارل زایس ینا اشاره کرد.